# Charles de Rochefort
Charles de Rochefort, nato Charles d’Authier de Rochefort, (Port-Vendres, 7 luglio 1887 – Parigi, 31 gennaio 1952), è stato un attore e regista francese.

## Filmografia

### Attore
- Max se marie, regia di Lucien Nonguet e Max Linder - cortometraggio (1911)
- Max et sa belle-mère, regia di Lucien Nonguet e Max Linder - cortometraggio (1911)
- Max boxeur par amour, regia di Max Linder - cortometraggio (1912)
- The Empire of Diamonds, regia di Léonce Perret (1920)
- The Spanish Jade, regia di John S. Robertson (1922)
- Il minareto in fiamme (Law of the Lawless), regia di Victor Fleming (1923)
- I dieci comandamenti (The Ten Commandments), regia di Cecil B. DeMille (1923)
- Hollywood, regia di James Cruze (1923)
- Una catena d'oro (The Marriage Maker), regia di William C. de Mille (1923)
- La Dame au ruban de velours, regia di Giuseppe Guarino (1923)
- Nell'ombra di Parigi (Shadows of Paris), regia di Herbert Brenon (1924)
- Love and Glory, regia di Rupert Julian (1924)
- Madame Sans-Gêne, regia di Léonce Perret (1924)
- Paramount en parade, regia di Charles de Rochefort  (1930)
- La Croix du sud, regia di André Hugon (1932)

### Regista
- Une femme a menti (1930)
- Le Secret du docteur (1930)
- Paramount en parade (1930)
- Une histoire de cirque
- Parada Paramount (1930)
- Fausse alerte
- Dorville chauffeur (1930)
- Televisione (1931)
- Un bouquet de flirts (1931)